# 1990 - I guerrieri del Bronx
1990 - I guerrieri del Bronx è un film del 1982 diretto da Enzo G. Castellari.
Insieme a I nuovi barbari, girato dal regista nello stesso periodo, si inserisce sulla scia del genere distopico, cui era massimo esempio il recente 1997: Fuga da New York (1981) e sul mito dell'anarchia e della violenza nei ghetti metropolitani, come ne I guerrieri della notte (1979) di Walter Hill.
La pellicola ebbe un sequel: Fuga dal Bronx, girata l'anno successivo sempre da Castellari.

## Trama
Bronx, in un futuro e distopico 1990, il quartiere, dominato da bande di giovani teppisti, viene dichiarato "Terra di Nessuno" dal governo.
Ann, la figlia diciassettenne di un potente uomo politico nonché futura leader di una potente multinazionale nel campo delle armi, la "Manhattan Corporation", fugge da casa poiché è venuta a sapere che sarebbe diventata complice di corrotti e guerrafondai senza scrupoli non appena compie diciotto anni e si rifugia nel Bronx, dove però è molestata da alcuni malintenzionati. Viene liberata dagli uomini della gang dei "Riders", la più importante banda del Bronx. Il leader dei Riders si chiama Trash, un giovane di grande prestanza fisica, dotato di etica e di un codice d'onore a differenza degli altri capi. La ragazza è affascinata da questo strano personaggio e decide quindi di seguirlo e restare al suo fianco; ma suo padre insieme all'amministratore delegato della compagnia, Fisher, per riportarla a casa, incarica Hammer, un cinico ufficiale di polizia corrotto e mercenario che però è nato nel Bronx ed ha ottime possibilità di riportare a casa la ragazza. Hammer intende mettere le gang del Bronx l'una contro l'altra, in modo da scatenare una guerra in cui tutti risulteranno sconfitti e lui possa così diventare il padrone assoluto del quartiere.
Per questo motivo corrompe Ice, braccio destro di Trash convinto che il suo diretto superiore non abbia abbastanza attributi per comandare la gang e Hot Dog, uno zoppo che gira tutto il Bronx con un grosso camion poiché lavora per Ogre, il re del Bronx.
Hammer quindi uccide due componenti dei "Raiders" lasciando un anello con una tigre scolpita per terra, in modo che Trash e i suoi sospettino della gang dei "Tigers" che è proprio quella comandata da Ogre, il re. Ma Trash riesce a far ragionare i suoi nonostante Ice li aizzi in continuazione accusando Trash di essere poco decisionista. Un altro capo gang, Golem viene informato della vera identità di Ann e la fa rapire per chiedere un riscatto; ancora una volta Trash mantiene la calma e decide di informare Ogre di ciò che sta succedendo. Insieme a tre uomini attraversa tutto il Bronx nonostante sia Hammer che altre Gang cercano di impedirlo e riesce a parlare con Ogre. Il re del Bronx lo prende in parola poiché sa che é un uomo leale e insieme a Trash stesso e a Witch, sua moglie, entrano nel quartier generale di Golem e liberano Ann, nell'azione di liberazione di Ann vengono uccisi sia Hot Dog che Ice.
Ogre decide che i Riders e i Tigers devono fare la pace e fa organizzare una festa nel suo castello diroccato in occasione dei diciotto anni di Ann.
Ma Fisher, bypassando tutti, da ordine ad Hammer di assaltare il castello con elicotteri, armi leggere e pesanti e pure la cavalleria per massacrarli tutti. Molti dei partecipanti cadono uno alla volta sotto i colpi della forza armata che attacca, si salva oltre ai partecipanti superstiti (che sono riusciti a scappare) anche Trash che lega Hammer al sedile di una moto e lo trascina fuori dal Bronx.

## Produzione
L'idea per il film venne per primo al produttore Fabrizio De Angelis, quando una sera trovandosi a New York, sbagliò la fermata della metropolitana e si ritrovò in una zona pericolosa del Bronx. De Angelis disse di aver immaginato una città futuristica dove i giovani dovevano lottare per la propria casa.
1990 - I guerrieri del Bronx fu uno dei tre film di science fiction girati da Castellari con il produttore Fabrizio De Angelis, tutti pesantemente influenzati dalle atmosfere di pellicole quali Interceptor - Il guerriero della strada (1981), I guerrieri della notte (1979), e 1997: Fuga da New York (1981). In fase di lavorazione Castellari cambiò alcune delle idee di base di De Angelis sulla trama, aggiungendo altre bizzarre gang di teppisti come quella sui pattini a rotelle.
La regolamentazione sindacale dell'epoca stabiliva che il 50% del film dovesse essere girato in Italia, quindi le riprese in esterni si svolsero realmente nel quartiere del Bronx, mentre gli interni furono girati a Roma.

## Distribuzione
Il film è stato distribuito nelle sale cinematografiche italiane a partire dal 5 novembre 1982.

### Data di uscita
Alcune date di uscita internazionali nel corso degli anni sono state:
- 5 novembre 1982 in Italia[6]
- 22 aprile 1983 negli Stati Uniti (1990: The Bronx Warriors)[7]

## Accoglienza

### Incassi
Si è classificato al 68º posto tra i primi 100 film di maggiore incasso della stagione cinematografica italiana 1982-1983.

### Critica
(Fantafilm)